# 碧水湾温泉度假村
广州从化碧水湾温泉度假村位于广东省从化区温泉镇御泉大道353号。
其座落于从化流溪河畔，占地240亩，建筑面积4万多平方米，是一家集住宿、餐饮、休闲娱乐、会议、商务为一体的温泉度假村。由民航中南空管局投资，于2002年9月28日开业，2005年被国家旅游局评为国家4A级景区。